# Närkes runinskrifter 29
Runinskrift Nä 29, eller Apelbodastenen, är en runsten som står rest på en åkerholme 150 meter söder om gården Apelboda i Glanshammars socken och Örebro kommun i Närke. 

## Historia
Stenen ristades och restes troligen i mitten av eller under senare delen av 1000-talet. Den hittades av en bonde i Apelboda på hans ägor 1885 när han letade efter sten som skulle användas till ett ladugårdsbygge. Eftersom stenen låg omkullfallen med ristningsytan vänd nedåt upptäckte han inte runinskriften utan sprängde stenen i tre delar för att få den mer lätthanterlig. När han väl vände på en av bitarna och upptäckte runorna lät han stenen ligga och meddelade länsman i församlingen om fyndet. Den förste som beskrev stenen vetenskapligt var Gabriel Djurklou, som undersökte stenen samma år. Stenen lagades därefter med krampor och restes på fyndplatsen med ristningsytan vänd mot väster och på uppdrag av Riksantikvarieämbetet förbättrades lagningen 1952 på så sätt att sprickorna kittades igen med cement. Man lade även till det oristade stenpartiet vid stenens nedre vänstra del.

## Stenen och dess inskrift
Stenen är av mörkgrå granit och är 2.15 meter hög. I stenens mitt finns en del ornamentik och de i stort sett välbevarade runorna finns i ett band längs stenens kant och texten lyder
Translitterering av runraden:
bofriþr : let resa eftir biurn : bruþur : si(n) : han uar farin fultrekila
Normalisering till fornvästnordiska:
Bofriðr/Botfriðr/Botfreðr let ræisa æftiʀ Biorn, broður sinn. Hann vaʀ farinn fulldrængila.
Översättning till nusvenska:
Bofrid lät resa efter Björn, sin broder. Han hade manligen farit vida.
Huvudstaven till n är bortsprängd men av sammanhanget och den delvis bevarade bistaven kan man ändå sluta sig till att det rör sig om en n-runa. Ristaren har använt sig av en blandning av normalrunor och kortkvistrunor: s återges konsekvent med kortkvistrunor medan det varierar vilken typ som används för a och n. 
Runstenen är alltså rest av en Bofriðr till minne av hans döde bror Biorn. Namnet Bofriðr finns inte på någon annan runsten och är heller inte belagt från några medeltida källor och måste alltså ha varit ovanligt.
Stenens fulldrængila är det enda kända belägget från Sverige av detta ord. Adverbet drængila ensamt förekommer dock på flera svenska runstenar och betyder 'manligen' eller 'som det anstår en god man' och prefixet full- används här som förstärkning av detta ord. Tyvärr berättar stenen inte något om vart Björn hade farit.

## Fler bilder

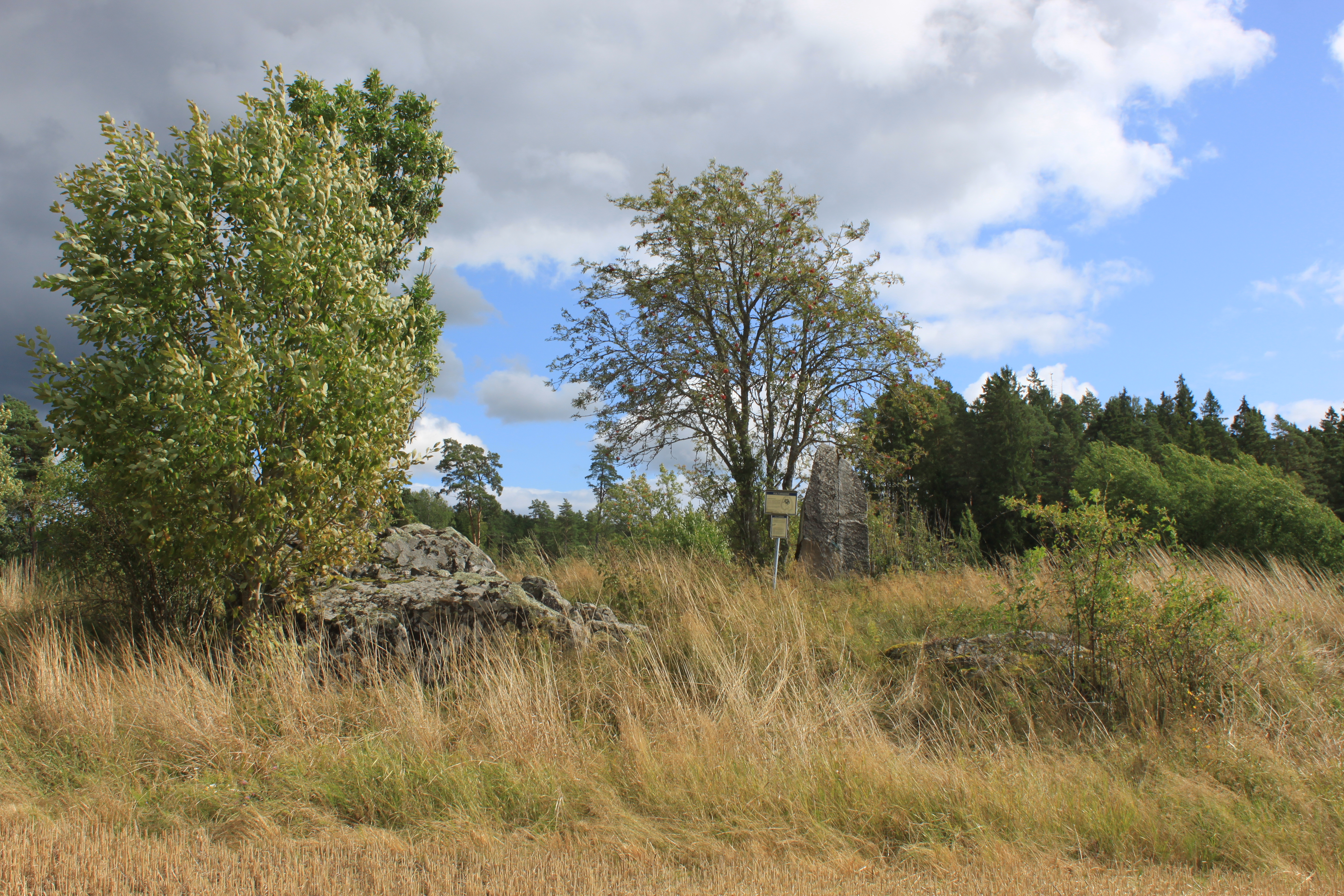
Landskapet runt Nä 29.
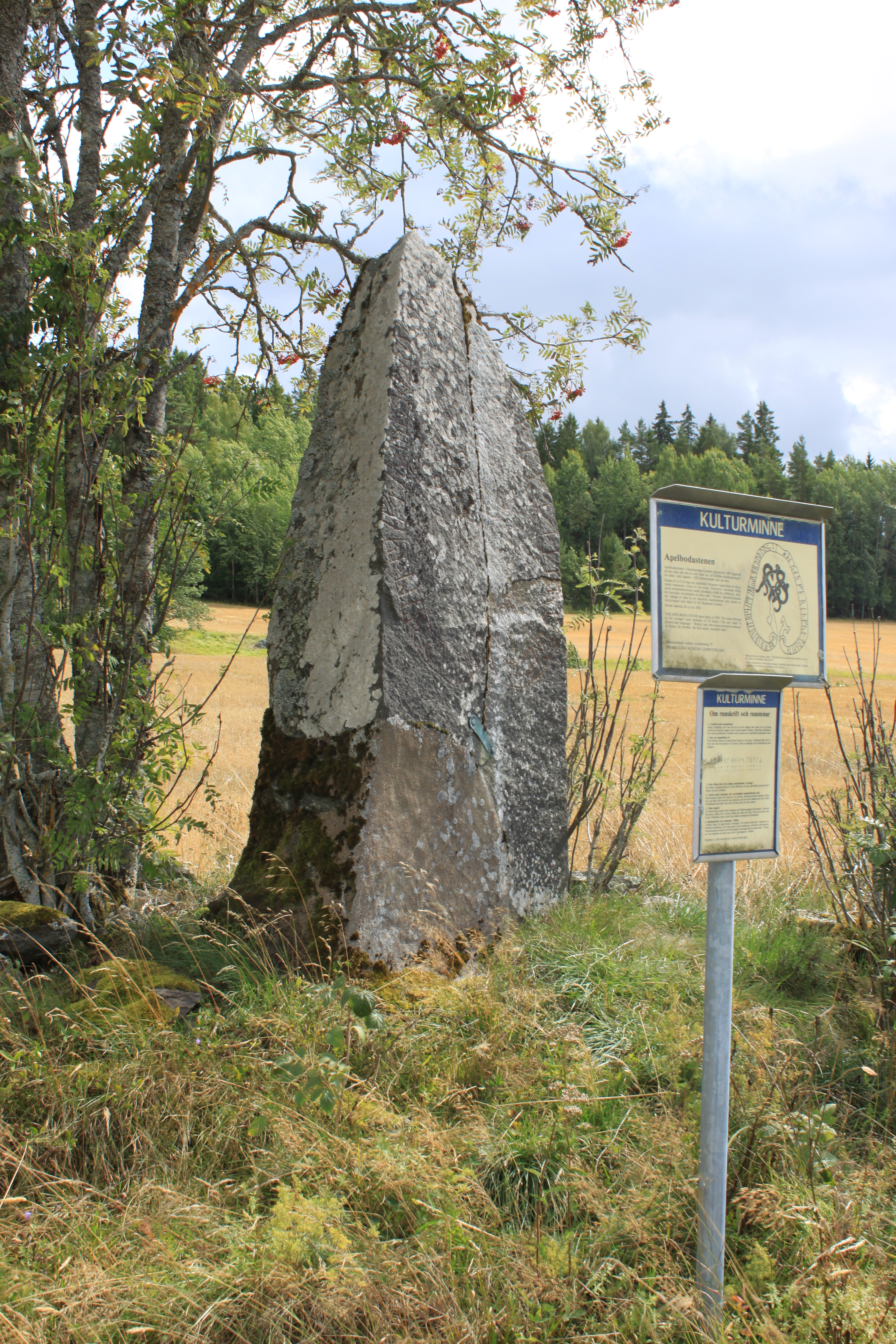
Nä 29 med skylt.
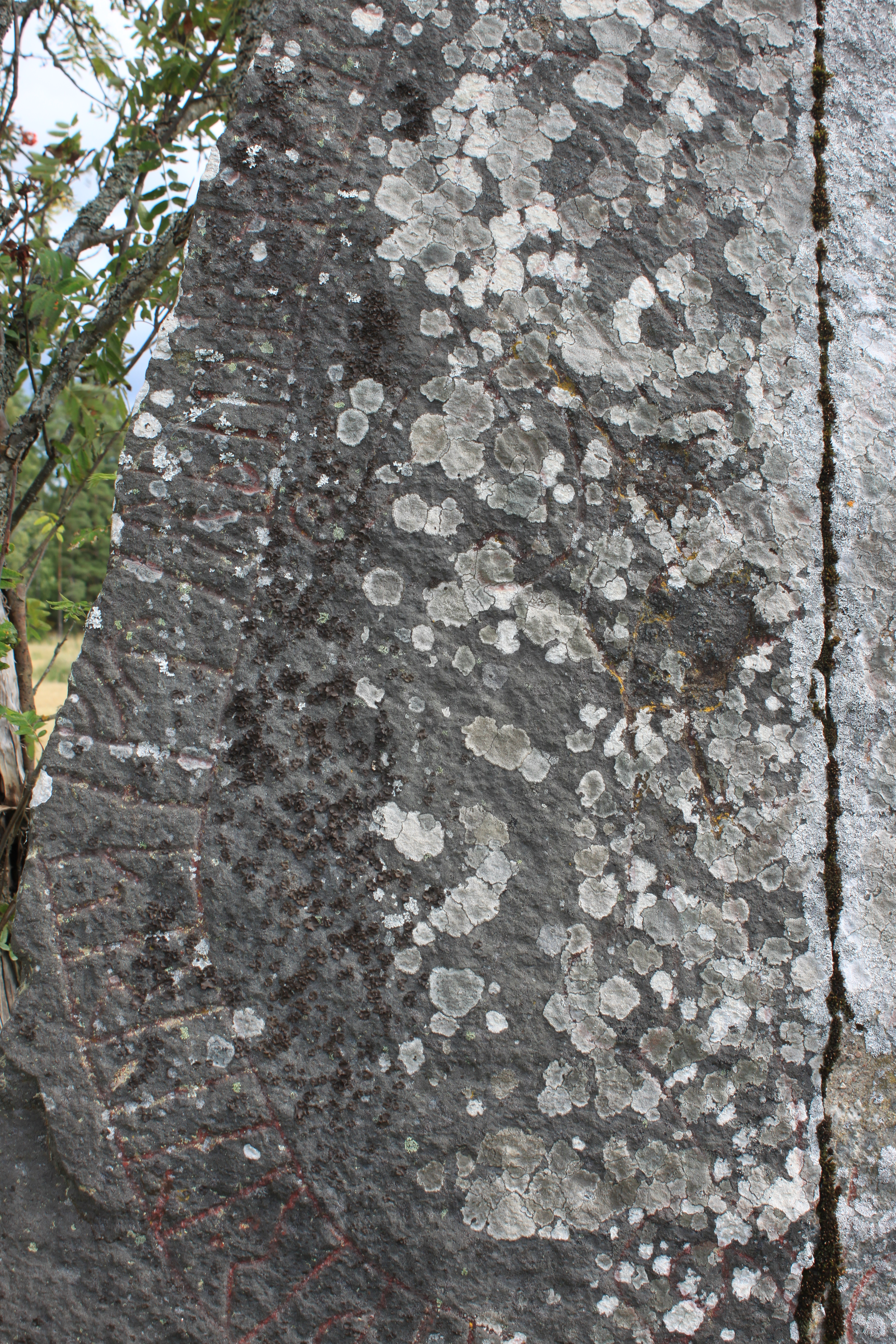
Närbild på Nä 29.
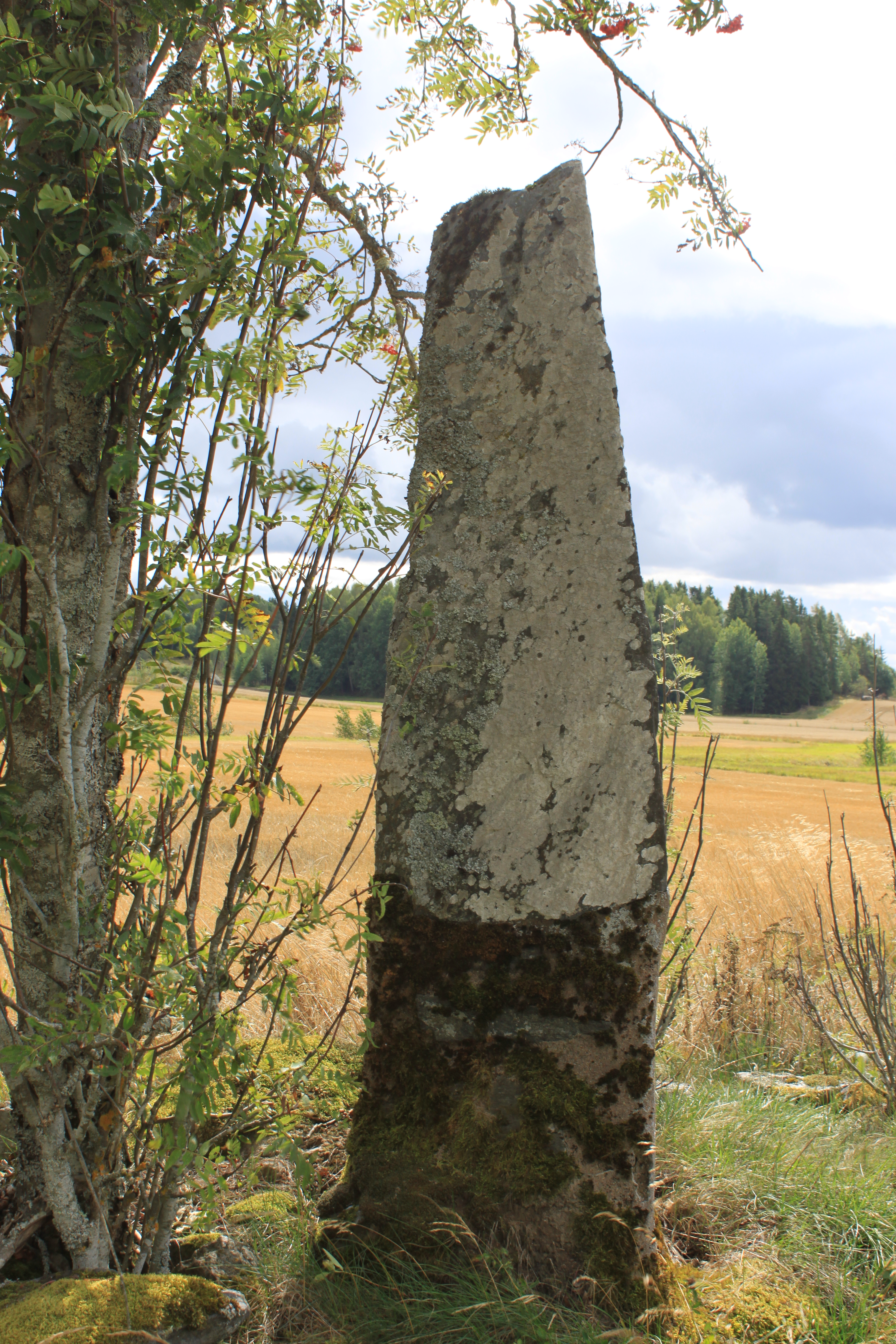
Ena sidan av Nä 29.
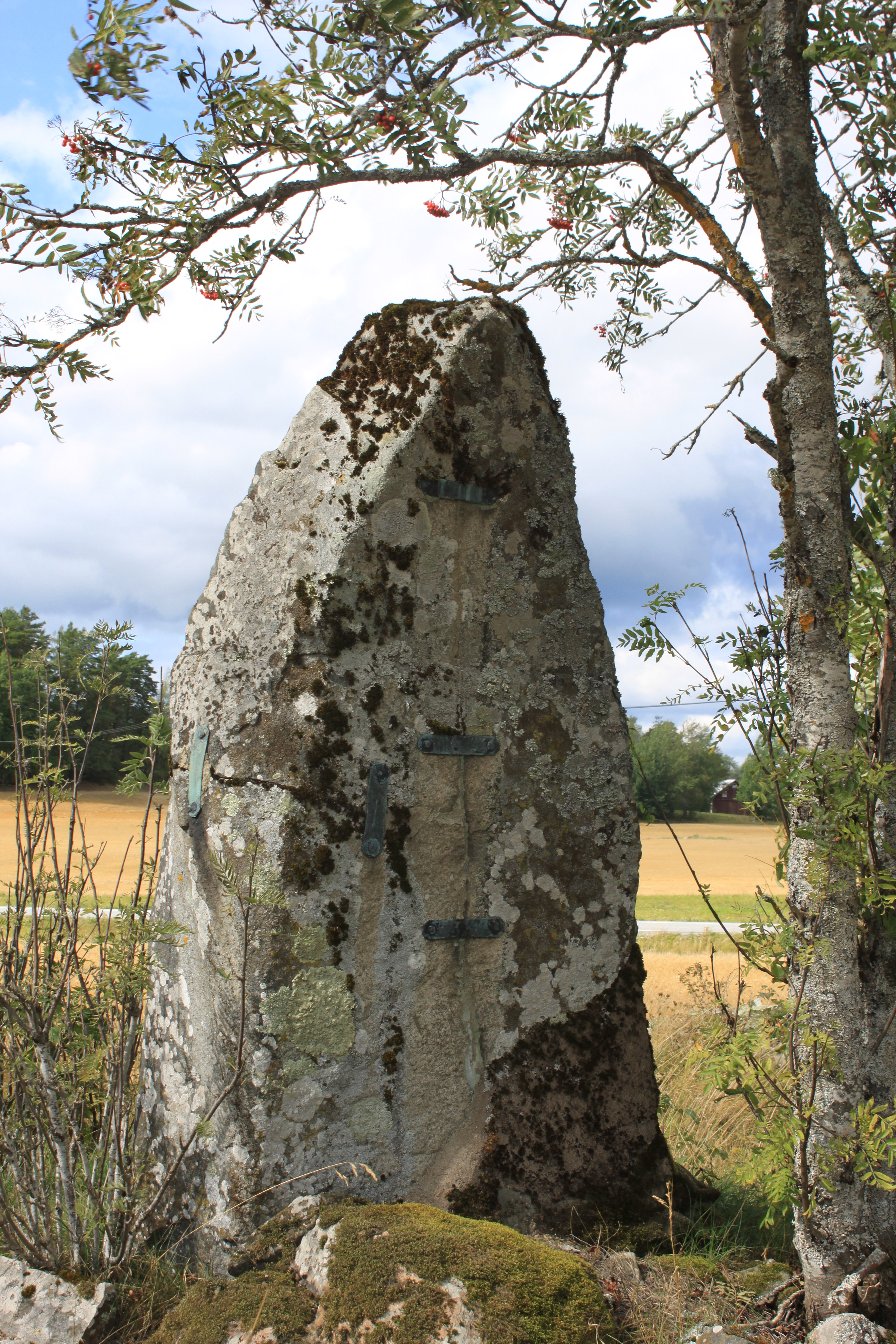
Baksidan av Nä 29.
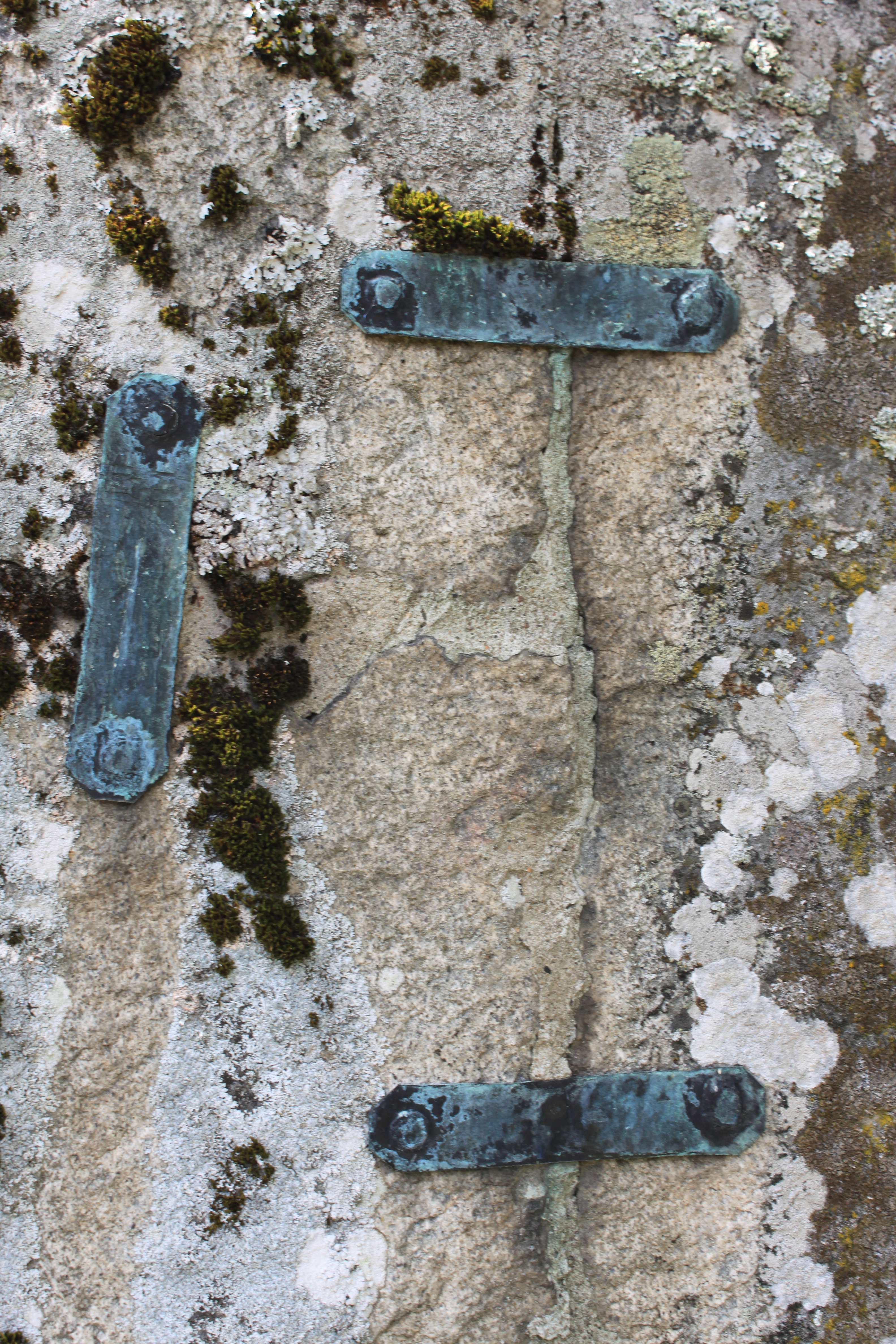
Lagning bak på Nä 29.
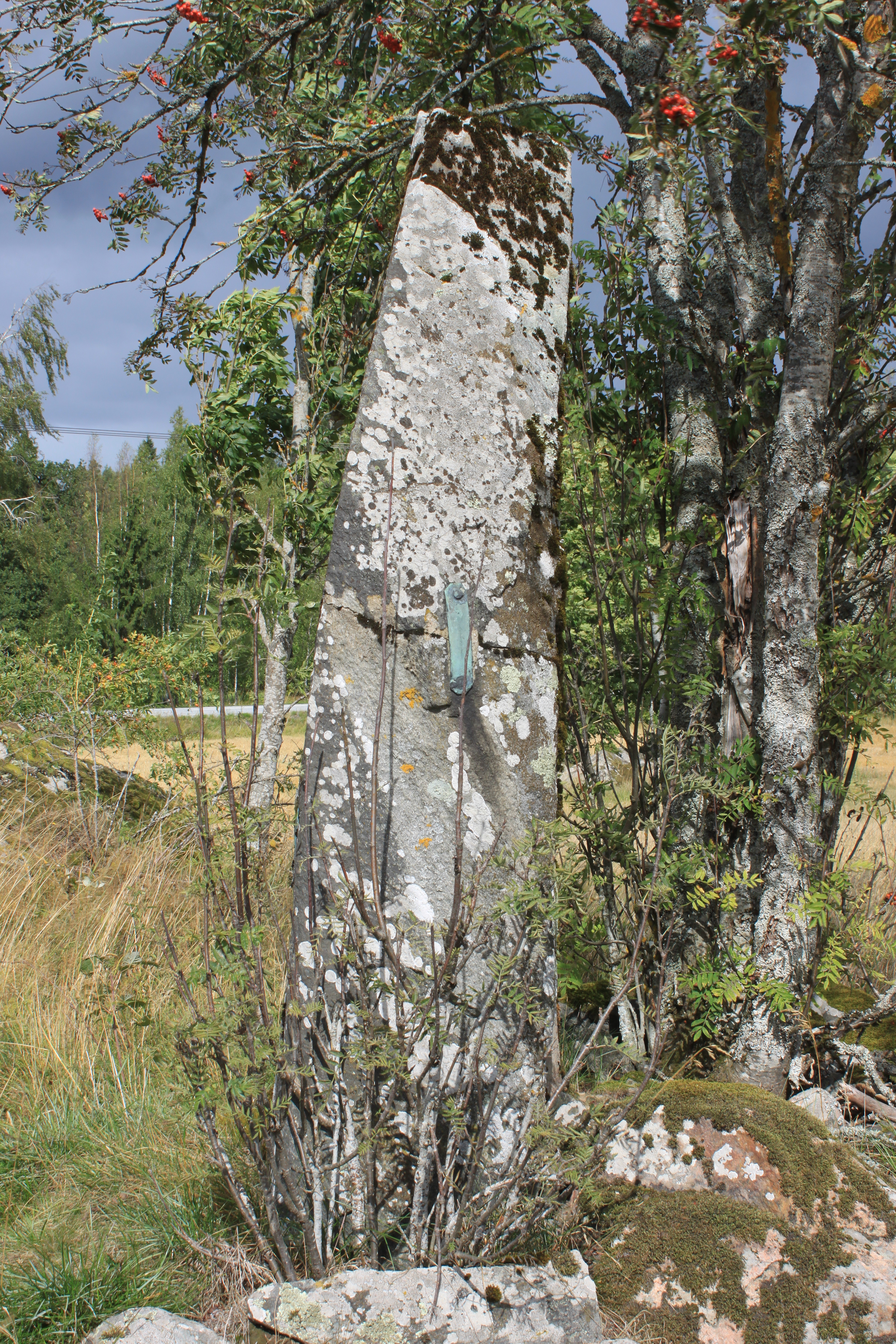
Andra sidan av Nä 29.